# X-Fusion
X-Fusion — немецкий электро-музыкальный соло проект Jan L. Он начал выпускать acid house музыку в 1988 году, к 2000 году проект превратился в aggrotech-проект.

## История
В 1988 году Jan L. начал создавать музыку на легендарных Commodore 64 и Amiga 500, вскоре он перешёл на лучшее оборудование, подходящее для производства музыки высокого качества.
В 1991 году появляется первое демо Syndromic Noise. По стилю это и следующее демо обычно относят к hard trance.
Jan L. стал выступать на techno-вечеринках и стал там относительно популярным.
История немецкой группы X-Fusion начинается в 2000 году, с записи первого трека с вокалом. В 2001 году X-Fusion записала EBM демоальбом «Evillive», а в 2002 году «Blackout EP», которые сразу же нашли отклик у слушателей. Музыка была замечена на известном немецком независимом лейбле Dark Dimensions/Scanner. С этих пор появляется современный X-Fusion.
Первый официальный альбом «Dial D For Demons» вышел в 2003 году и произвёл фурор на сцене жёсткой электроники.
В 2004 году вышел второй альбом «Beyond The Pale», который оказался тоже очень успешным.
В 2005 году Jan L. открывает новое для себя поле музыкальной деятельности и создаёт, опять же очень успешный, TBM-Power Noise сайд-проект Noisuf-X, который составляет достойную конкуренцию таким группам как Combichrist и Soman. Третий альбом группы X-Fusion «Demons Of Hate» вышел в 2005 году в двух версиях: как в стандартном однодисковом варианте, так и в ограниченном 2-дисковом.
Четвёртый альбом 2007 года «Rotten To The Core» вышел в трёх различных вариантах: стандартное однодисковое издание, 2-дисковое издание в 2000 экземпляров, 3-дисковое коробочное издание всего лишь в 500 копий.
Пятый альбом «Vast Abysm» вышел в 2008 году.
Шестой альбом «Ultima Ratio» вышел в 2009 году.
Композиции X-Fusion были в более 25 сборниках, среди которых такие известные как «Gothic Compilation», «Endzeit Bunkertracks», «Zillo Club Hits», «Cryonica Tanz» и т. д. X-Fusion сделала более 20 ремиксов для таких групп, как: Unter Null, Suicide Commando, Wynardtage, Xotox, Inure, Grendel, Run Level Zero, и других. В звукозаписывающей студии X-M-P Studios, принадлежащей Jan L., записывались альбомы Suicide Commando, Xotox, Sitd, The Eternal Afflict и другие.
В 2011 году выходит седьмой альбом проекта X-Fusion — «Thorn in My Flesh».
31 мая 2013 года состоялся релиз восьмого альбома — «What Remains Is Black».

## Дискография

### Альбомы
- Evillive (демо 2001)
- Dial D for Demons (2003)
- Beyond The Pale (2004)
- Demons of Hate (2005)
- Rotten to the Core (2007)
- Vast Abysm (2008)
- Ultima Ratio (2009)
- Thorn in My Flesh (2011)
- What Remains is Black (2013)

### EP
- Blackout (демо 2002)
- Bloody Pictures (2007)
- Choir of Damnnation (2007)
- Inner Exile (2008)

### Ремиксы
- Aseptie — The Cage (2007)
- CalmZar — Not Alone (2006)
- Controlled Collapse — Guidance (2004)
- Essexx — Outside (2007)
- The Eternal Afflict — The Riot In Cellblock 666 (2005)
- Grendel — Hate This (2007)
- Grenzfall:Mensch — Schwarzes Licht (2002)
- Infekktion — Human Nature (2003)
- Inure — Subversive (2006)
- LSD Project — Infection (2008)
- Minerve — Numb (2006)
- Reaxxion Geurilla — Sacrifice (2007)
- Run Level Zero — Under the Gun (2005)
- Schattenschlag — Deine Augen (2004)
- Silent Asssult — Freak Like Me (2005)
- Solitary Experiments — Pale Candle Light (2006)
- Suicide Commando — Cause of Death: Suicide (2007)
- Unter Null — Destroy Me (2006)
- Wynardtage — Praise the Fallen (2007)
- Wynardtage — Tragic Hero (2008)
- XotoX — Dunkelheit (2006)
- Omnimar - Ресурс (2013)

### Сборники
- deCODEr v2.0
- Endzeit Bunkertracks: Act I
- Endzeit Bunkertracks: Act II
- Endzeit Bunkertracks: Act III
- Cryonica Tanz V.4

## Интересные факты
- Название группы X-Fusion перевёрнуто наоборот в названии сайд-проекта Noisuf-X.